# Ратен
Ратен (на немски: Rathen) е село в Източна Германия, в окръг Саксонска Швейцария - Източен Ерцгебирге на провинция Саксония. Разположено е на река Елба, на 35 km югоизточно от Дрезден. Населението му е около 400 души (2006).
Ратен възниква край основания около 1261 година замък. По време на Втората световна война край селото е разположено подразделение на концентрационния лагер Флосенбюрг.
Ратен е популярна туристическа дестинация. Основни забележителности са скалите Бастай, езерото Амселзе и откритият театър Фелзенбюне Нойратен. Въжен ферибот свързва Ратен с железопътната линия Дрезден-Прага на отстрещния бряг на Елба. Селото е и спирка за параходната линия, действаща между Дрезден и границата с Чехия.